# Yaltem
Yaltem es una localidad del estado mexicano de Chiapas. Es parte del municipio de Chamula.

## Demografía
| Gráfica de evolución demográfica |
|                                  |

| Censo | Población |
| ----- | --------- |
| 1921  | 173       |
| 1930  | 100       |
| 1940  | 701       |
| 1950  | 847       |
| 1960  | 919       |
| 1970  | 1 128     |
| 1980  | 575       |
| 1990  | 1 468     |
| 2000  | 1 274     |
| 2010  | 1 664     |
| 2020  | 2 414     |